# Tequila
Tequila este o băutură alcoolică originară din Mexic.
Istoria băuturii este incertă. Se consideră că tequila se prepara în Mexic, mai exact în zona din apropierea orașului Tequila⁠(d), din statul Jalisco, cu mult înainte de sosirea conchistadorilor spanioli în jurul anului 1520.
Numele pe care îl avea băutura atunci era "pulque", iar spaniolii erau atrași de ea după terminarea tuturor rezervelor de băuturi tari. Băștinașii fabricau 'tequila' dintr-o plantă asemănătoare cu cactusul din familia Agavaceae.
Tequila se face din căpățânile de agavă albastră, pe care mexicanii le numesc piñas – literal ananași. Numele științific al plantei este Agave tequilana Weber var. azul. Ea nu este un cactus, ci se înrudește cu familia care include și crinul.
Piñas se recoltează manual, iar munca cere experiență și îndemânare dar și multă răbdare, pentru că o căpățână se pârguiește în opt sau chiar zece ani, timp în care acumulează un conținut de zahăr de minim 24%.
Odată adunate, căpățânile sunt tăiate în bucăți și coapte în cuptoare chiar și 72 de ore. După aceea, piñas sunt zdrobite pentru a se extrage sucul, care e amestecat cu apă și lăsat la fermentat.
Oficial, tequila, așa cum este cunoscută astăzi, a fost produsă din secolul al XVI-lea. Consumul a crescut și în secolul al XVIII-lea a început producția băuturii în mod industrial. Primul producător oficial al tequilei, a fost José Cuervo, care, în 1758 obținea de la regele Spaniei dreptul de a cultiva plantele necesare și de a produce și comercializa băutura.
Tequila a câștigat importanță națională abia în timpul revoluției Mexicane, la începutul secolului al XX-lea, cînd a devenit un motiv de mîndrie și un simbol al identității naționale. Un alt moment de creștere al notorietății băuturii a apărut în perioada prohibiției, odată cu interzicerea importului de băuturi alcoolice din Mexic în Statele Unite.